# Djo Issama Mpeko
Djo Issama Mpeko (ur. 3 marca 1986 w Mbandace) – piłkarz kongijski grający na pozycji obrońcy. Od 2015 roku jest zawodnikiem klubu TP Mazembe.

## Kariera klubowa
Swoją karierę piłkarską Mpeko rozpoczął w klubie Lumières Bandaka. Grał w nim w latach 2006-2008. W 2009 roku przeszedł do DC Motema Pembe. W latach 2009 i 2010 zdobył z tym klubem Coupe du Congo. W 2011 roku przeszedł do stołecznego AS Vita Club. W latach 2014–2015 grał w Kabuscorp, a w 2015 przeszedł do TP Mazembe.

## Kariera reprezentacyjna
W reprezentacji Demokratycznej Republiki Konga Mpeko zadebiutował w 2011 roku. W 2011 roku zagrał w Mistrzostwach Narodów Afryki 2011. W 2013 roku został powołany do kadry na Puchar Narodów Afryki 2013.